# Neville Chamberlain

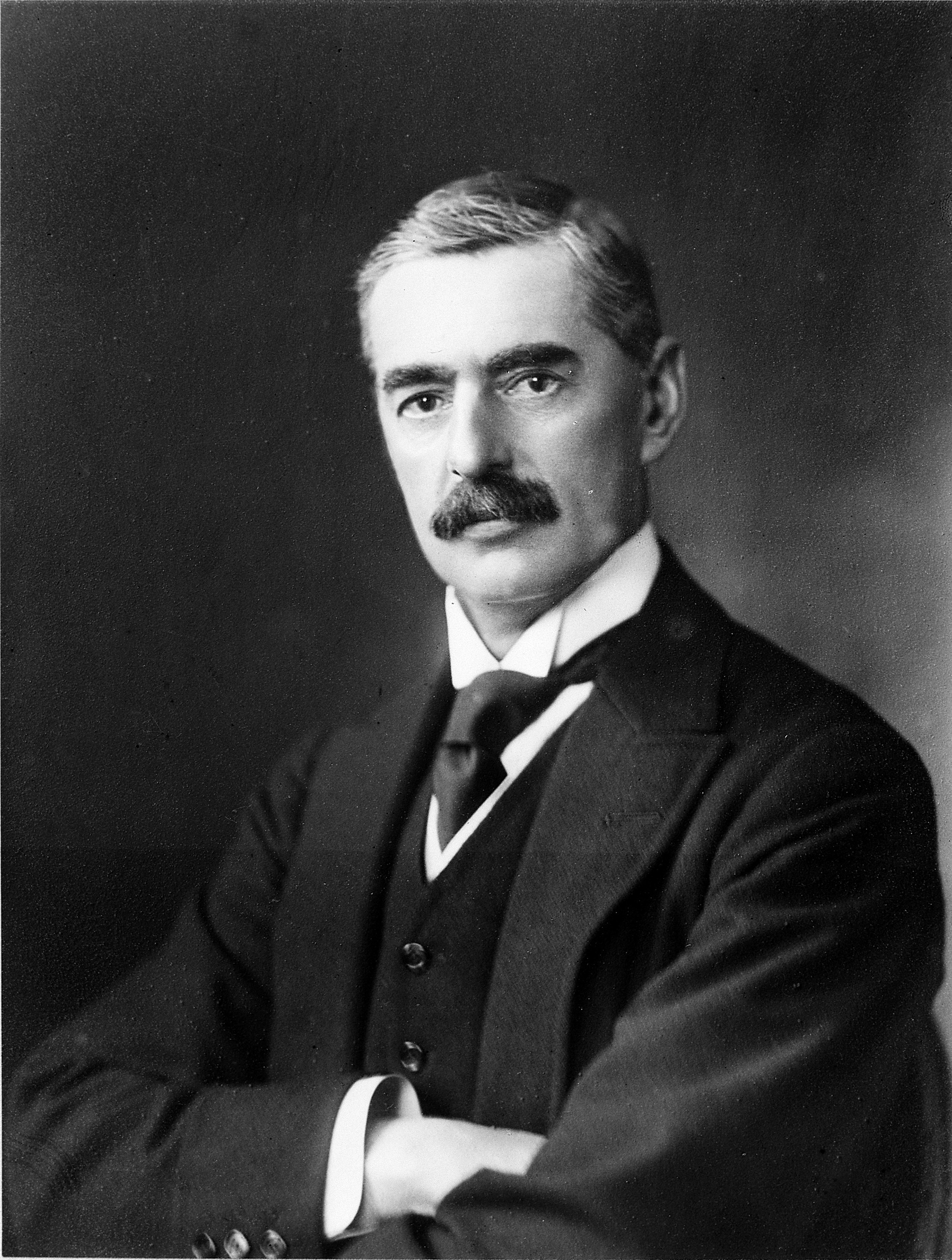
Neville Chamberlain (1923)

Arthur Neville Chamberlain [ˈɑːθə ˈnɛvɪl ˈtʃeɪmbəlɪn] (* 18. März 1869 in Birmingham; † 9. November 1940 in Heckfield, Hampshire, bei Reading, Berkshire) war ein britischer Politiker der Conservative Party und von 1937 bis 1940 Premierminister des Vereinigten Königreichs. Vor seiner Amtszeit als Premierminister bekleidete er seit 1922 verschiedene Posten im britischen Kabinett und war vor allem als Gesundheitsminister aktiv. Anfänglich vor allem in der Innenpolitik tätig, wurde Chamberlain durch seine Appeasement-Politik gegenüber dem nationalsozialistischen Deutschland bekannt und war 1938 maßgeblich am Münchner Abkommen beteiligt.

## Leben

### Herkunft und Leben vor der Politik

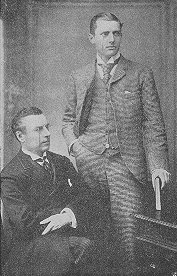
Joseph Chamberlain (links) und Austen Chamberlain (rechts), 1892

Neville Chamberlain war ein Sohn des britischen Politikers Joseph Chamberlain und von Florence Kenrick. Durch eine vorherige Ehe seines Vaters war er außerdem der Halbbruder von Austen Chamberlain, dem britischen Außenminister und Friedensnobelpreisträger. Von 1890 bis 1897 war er auf den Bahamas erfolgloser Sisalplantagenmanager seines Vaters, ab 1897 erfolgreicher Fabrikant in Birmingham. Mit 40 Jahren noch Junggeselle, verliebte sich Chamberlain 1910 in Anne Cole (1883–1967) und heiratete sie im Jahr darauf. Sie bekamen einen Sohn und eine Tochter.

### Erste politische Schritte
Erst 1911 begann er mit seiner politischen Aktivität als Mitglied des Stadtrats in Birmingham. Dieses Amt behielt er bis 1918. Von 1915 bis 1916 war er zudem Bürgermeister von Birmingham. Während des Ersten Weltkrieges war Chamberlain für kurze Zeit in der Regierung Lloyd George Minister für den nationalen Arbeitsdienst. In dieser Funktion scheiterte er aber am Widerstand der Gewerkschaften gegen eine allgemeine Dienstpflicht. Mit seiner Wahl ins britische Unterhaus als Mitglied der Konservativen Partei endete 1918 seine politische Tätigkeit auf lokaler Ebene.

### Unterhausabgeordneter und Minister
In der Unterhauswahl 1918 wurde er zum ersten Mal ins britische Unterhaus gewählt und blieb dort bis zu seinem Tod 1940. Bis 1922 galt er, da er keine wichtigen Posten bekleidete, als Hinterbänkler.
Von 1922 bis 1923 war er Postminister Großbritanniens (Postmaster General), 1923 Generalzahlmeister. Als der bisherige Schatzkanzler Stanley Baldwin zum Premierminister ernannt wurde, trat Chamberlain seine Nachfolge an. Nach nur fünf Monaten verlor er sein Amt infolge der Unterhauswahl im selben Jahr. In der Unterhauswahl 1924, einer weiteren Unterhauswahl ein Jahr später, gewannen die Konservativen die Mehrheit zurück. Kurioserweise besiegte Chamberlain in seinem Wahlkreis mit nur 77 Stimmen Vorsprung Oswald Mosley, den damaligen Kandidaten der Labour Party und späteren Gründer der British Union of Fascists.
Chamberlain lehnte es ab, als Schatzkanzler ins britische Kabinett zurückzukehren, und wurde stattdessen Gesundheitsminister. In dieser Funktion trieb er die Reform der Kommunal- und Grafschaftsverwaltung voran und setzte Sozialgesetze durch, wodurch die konservative Partei sich eine große Anhängerschaft unter den Arbeitern sicherte. Das Amt behielt er bis 1929, als infolge der Unterhauswahl 1929 ein hung parliament entstand.
Nach der nächsten Unterhauswahl wurde er wieder Schatzkanzler. Von 1931 bis 1937 setzte Chamberlain eine Schutzzollpolitik durch und wurde zum wichtigsten Politiker in den Kabinetten dieser Zeit. Er verfolgte dabei ganz ähnlich wie sein Vater Joseph Chamberlain eine Politik der imperial preference, welche den Handel mit den britischen Dominions und Kolonien bevorzugen sollte. Während der britischen Verfassungskrise 1936 befürwortete er wie fast alle Mitglieder des Kabinetts eine Abdankung Eduards VIII., falls er Wallis Simpson heiraten sollte. Über Wallis Simpson urteilte er in seinem Tagebuch:

„[Wallis Simpson] ist eine völlig skrupellose Frau, die den König nicht liebt, sondern zu ihren eigenen Zwecken ausnutzt. Sie hat ihn bereits an Geld und Juwelen ruiniert.“

Als Eduard VIII. abdankte und der bisherige Premierminister Stanley Baldwin zur Krönung von Georg VI. seinen politischen Rückzug ankündigte, wurde Chamberlain 1937 sein Nachfolger.

### Premierminister
Mit 68 Jahren war Chamberlain zu Beginn seiner Amtszeit einer der ältesten neuernannten Premierminister. Im gesamten 20. Jahrhundert war nur Henry Campbell-Bannerman zum Zeitpunkt seiner Ernennung älter. Vielen galt er deshalb als „Übergangspremier“, der spätestens zur nächsten Unterhauswahl Platz für einen jüngeren Nachfolger machen würde. Von Beginn an kursierten verschiedene Namen, die als mögliche Nachfolge in Frage kämen.

#### Innenpolitik
Innenpolitisch legte Chamberlain verschiedene Gesetzesentwürfe vor, welche die Lage der britischen Arbeiter verbessern sollten. Mit dem Factories Act 1937 verbesserte er die Arbeitsbedingungen und begrenzte die maximale Arbeitszeit für Frauen und Kinder. Mit dem Holidays with Pay Act 1938 wurde ein einwöchiger bezahlter Urlaub eingeführt.
Verschiedene andere Gesetzesentwürfe sind wegen des Ausbruchs des Zweiten Weltkrieges nie verabschiedet worden. Die Schulpflicht sollte etwa zum 1. September 1939 bis zur Vollendung des fünfzehnten Lebensjahres ausgedehnt werden, wurde aber verschoben.

#### Außenpolitik
Vor 1937 war Chamberlain hauptsächlich innenpolitisch tätig. Er selbst sah seine Ernennung zum Premierminister als einen Höhepunkt seines innenpolitischen Schaffens – nicht ahnend, dass man ihn später vor allem wegen seiner außenpolitischen Entscheidungen kennen würde.
In der Zwischenkriegszeit war die Erinnerung an den Ersten Weltkrieg lebendig und dementsprechend beliebt war eine Politik des Appeasements, um einen zukünftigen Krieg zu verhindern. In einer Rede 1938 fasste Chamberlain seine Außenpolitik folgendermaßen zusammen:

„Wenn ich an diese vier schrecklichen Jahre zurückdenke, und ich denke an die sieben Millionen jungen Männer, die in ihrer Blütezeit getötet wurden, an die dreizehn Millionen, die entstellt und verstümmelt wurden, an das Elend der Mütter und Väter, der Söhne und Töchter, und der Verwandten und Freunde der Getöteten und Verwundeten, dann muss ich wiederholen, was ich schon einmal gesagt habe, und was ich jetzt nicht nur Ihnen, sondern auch der ganzen Welt sagen werde: Im Krieg, welche Seite sich auch immer Sieger nennen möge, gibt es keine Gewinner, sondern nur Verlierer. Es sind diese Gedanken, die mir das Gefühl gaben, es sei meine erste Pflicht, jeden Nerv anzustrengen, um eine Wiederholung des Weltkrieges in Europa zu vermeiden.“

##### Gespräche mit Italien
Chamberlain führte die bereits von seinen Vorgängerregierungen begonnenen Gespräche (siehe dazu: Stresa-Front) mit dem faschistischen Italien fort, auch wenn dieses wegen des völkerrechtswidrigen Abessinienkrieges international geächtet war. Davon versprach er sich, die „Achse Berlin–Rom“ zu schwächen. Die Gespräche intensivierten sich 1938, als Hitler immer stärkeren Druck auf Österreich ausübte. Auf dem Höhepunkt dieser Phase erkannte Großbritannien durch den Abschluss des Osterabkommens die faktisch bestehende italienische Kolonialherrschaft über Äthiopien de jure an.
Von Chamberlains Italienpolitik fühlte sich der Außenminister Anthony Eden mehrfach übergangen und musste feststellen, dass jener ohne Einbeziehung des Kabinetts oder des Foreign Office Außenpolitik betrieb Eden versuchte, mit zwei eilig einberufenen Kabinettssitzungen, gegen Chamberlain zu opponieren scheiterte aber und trat in der Folge zurück. Lord Halifax wurde sein Nachfolger.

##### Appeasement-Politik gegenüber Deutschland

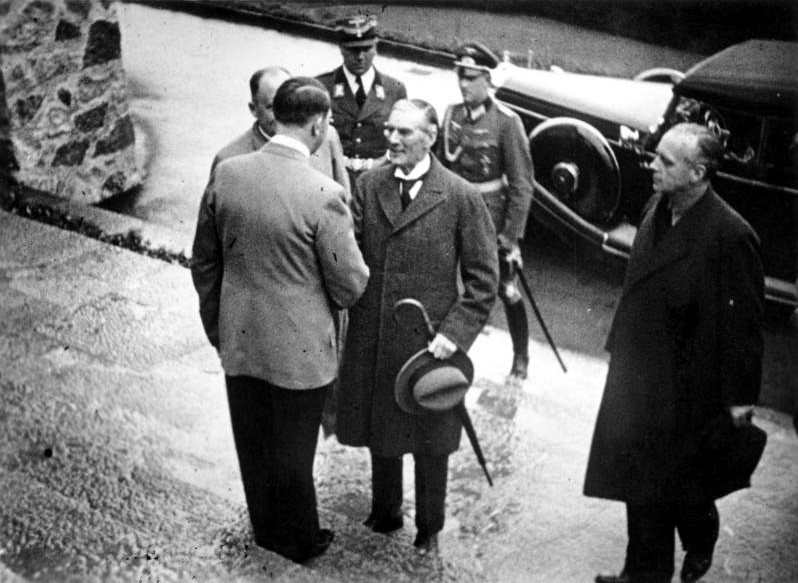
Hitler heißt Chamberlain (rechts: Außenminister Joachim von Ribbentrop) im Vorfeld des Münchner Abkommens auf seinem Berghof auf dem Obersalzberg am 15. September 1938 willkommen.

Chamberlain strebte zur Friedenssicherung ein „General Settlement“ mit Deutschland an, welches ein Rüstungsabkommen, die Regelung der Kolonialfrage und die Anerkennung einer deutschen Interessensphäre in Mittel- und Südosteuropa bis zur Ukraine umfasste. Das vorwiegend agrarische Südosteuropa wurde als idealer Ergänzungsraum für das industrielle Deutschland betrachtet. Ein nützlicher Nebeneffekt war dabei, dass Deutschland als Bollwerk gegen den Bolschewismus fungieren würde. Der Verdacht der Linken, Chamberlain wollte Hitler Freie Hand im Osten gegen die Sowjetunion geben, erwies sich jedoch als unbegründet. Chamberlain war wesentlich am Münchner Abkommen (September 1938) beteiligt, das Deutschland das Recht gab, das Sudetenland zu annektieren. Damit schien der Friede in Europa gesichert. Das Abkommen rechtfertigte er folgendermaßen:

„Wie schrecklich, unsinnig und unglaublich wäre es, wenn wir Schützengräben aushöben und Gasmasken anprobierten wegen eines Zanks ganz weit entfernt zwischen Völkern, von denen wir nichts wissen. Noch unmöglicher scheint es, dass so ein Zank, den wir im Prinzip schon beigelegt haben, Gegenstand eines Krieges werden soll.“

Unmittelbar nach seiner Rückkehr am 30. September 1938 zeigte Chamberlain noch auf dem Flughafen das Abkommen und erklärte, dies sei „der Friede für unsere Zeit“ (englisch peace for our time). Viele teilten zunächst diese positive Beurteilung von Chamberlains Appeasement-Politik. Zehn Vorschläge, ihn mit dem Friedensnobelpreis 1939 zu ehren, gingen ein. Als der französische Physiker René de Mallemann gebeten wurde, jemanden für den Nobelpreis für Physik des Jahres 1940 vorzuschlagen, nominierte er Chamberlain, da er einen Weltkrieg vermieden habe und es im Feld der Physik 1938 keine auszeichnungswürdige Leistung gegeben habe.

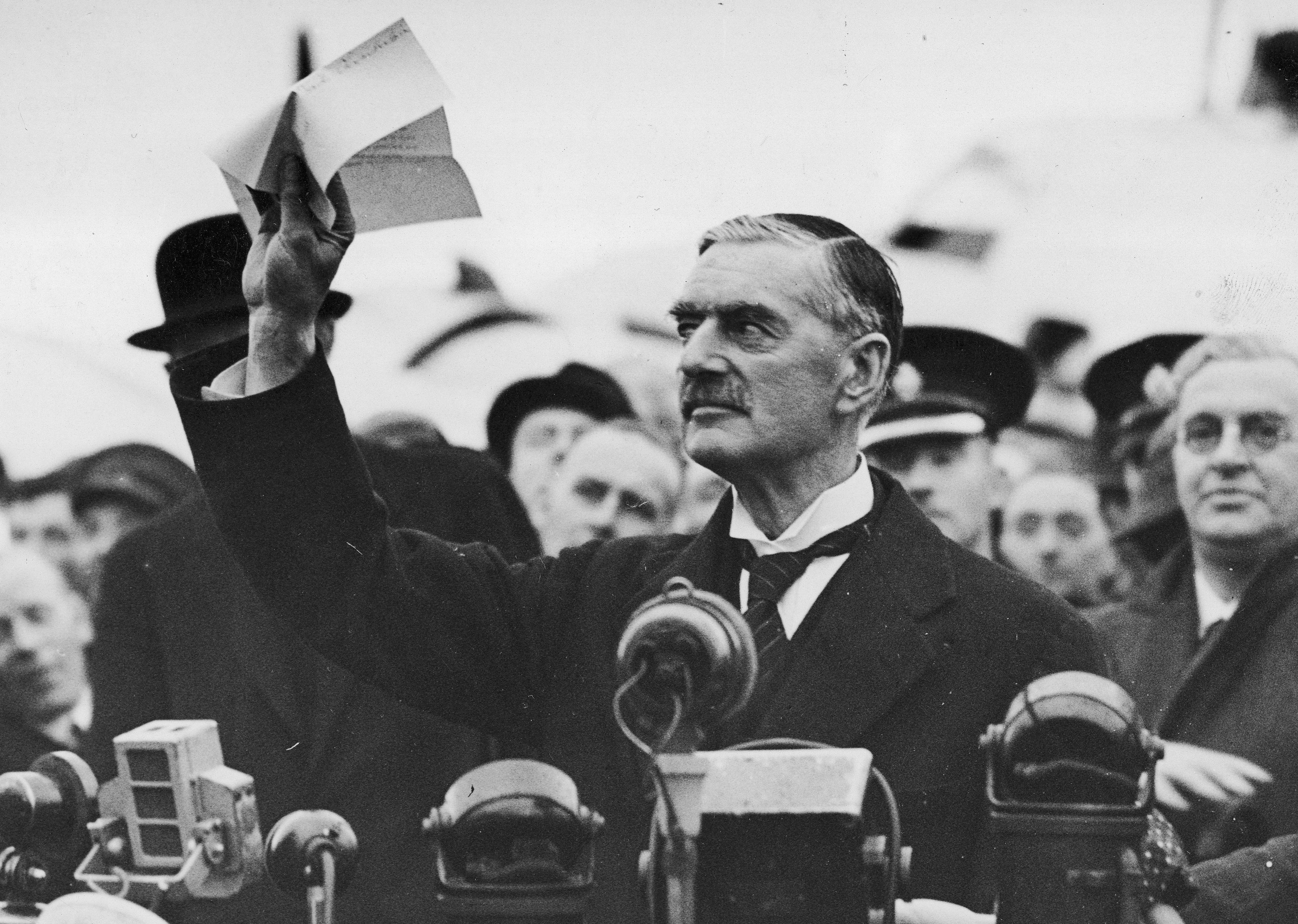
Chamberlain kurz nach seiner Rückkehr aus München 1938. In seiner Hand zeigt er der jubelnden Menge das Münchner Abkommen.

Erst nach dem Einmarsch deutscher Truppen in Prag am 15. März 1939 (Zerschlagung der Tschechoslowakei) entschied Chamberlain im März 1939, Großbritannien aufzurüsten, und führte die allgemeine Wehrpflicht ein. Ebenfalls erst unter dem Eindruck der deutschen Kriegspolitik schloss Chamberlain Garantieverträge mit Polen, Griechenland, Rumänien und der Türkei gegen mögliche deutsche Angriffe. Mit diesen Maßnahmen konnte er aber den deutschen Überfall auf Polen am 1. September 1939 und damit den Ausbruch des Zweiten Weltkriegs nicht verhindern.

#### Kriegspremier
Am 3. September 1939, zwei Tage nach dem Überfall Deutschlands auf Polen, erklärte Großbritannien nach einer Regierungskrise gemeinsam mit Frankreich Deutschland den Krieg. Chamberlain bildete eine Kriegsregierung, an der sich aber nicht alle Parteien beteiligten. Sie hatte jedoch nur sieben Monate Bestand, während derer Großbritannien im Sitzkrieg weitgehend passiv blieb. Chamberlain, wie viele andere Regierungsmitglieder und Offiziere damals, setzten darauf, durch eine Blockade bei gleichzeitiger Aufrüstung den Krieg für sich zu entscheiden. Pläne, wie die von Churchill erdachte Operation Catherine, blockierte er.
Noch am 5. April 1940 erklärte Chamberlain in einer großen öffentlichen Rede: “Hitler has missed the bus.” Durch seine Appeasement-Haltung sowie die anfänglichen Misserfolge im Zweiten Weltkrieg, vor allem gegen die deutsche Besetzung Norwegens („Norwegendebatte“), geriet Chamberlain, auch innerhalb seiner eigenen Partei, unter zunehmenden Druck, was ihn am 10. Mai 1940 (dem ersten Tag des Westfeldzuges: Einmarsch der Wehrmacht in den Niederlanden, Belgien und Luxemburg) zum Rücktritt veranlasste. Sein Nachfolger wurde Winston Churchill. Chamberlain wurde Lord President of the Council und unterstützte in dieser Funktion bis zu seinem Tod wenige Monate später den politischen Kurs Churchills.

### Krankheit und Tod
Chamberlain hatte sich lange guter Gesundheit erfreut (abgesehen von gelegentlichen Gicht-Attacken). Ab Juli 1940 hatte er fast ständig Schmerzen. Er suchte ärztlichen Rat und wurde Ende Juli 1940 operiert. Die Operateure erkannten, dass er Darmkrebs im Endstadium hatte. Sie verschwiegen ihm dies aber und sagten ihm, er brauche keine weitere Operation. Chamberlain nahm Mitte August seine Arbeit wieder auf und kehrte am 9. September in sein Büro zurück. Fortgesetzte Schmerzen und nächtliche Bombenalarme (er musste sich in einen Luftschutzraum begeben) zehrten an seinen Kräften. Darum verließ er – zum letzten Mal – London am 19. September und fuhr nach Highfield Park. Am 22. September bot er Churchill seinen Rücktritt als Führer der Konservativen an (der zunächst zögerte, dieses Angebot anzunehmen). Als beiden Männern klar wurde, dass Chamberlain seine Arbeit nicht mehr werde aufnehmen können, nahm Churchill den Rücktritt an. Churchill bot ihm den Order of the Garter an, in dem auch sein Bruder Mitglied gewesen war. Chamberlain lehnte dies ab mit dem Satz, er ziehe es vor, einfach als Mr. Chamberlain zu sterben.
König George VI. und seine Frau Elizabeth besuchten ihn am 14. Oktober an seinem Sterbebett. Er starb am 9. November 1940. Die Trauerfeierlichkeiten fanden in der Westminster Abbey statt; seine Urne wurde später dort neben der von Andrew Bonar Law beigesetzt. Bonar (1858–1923) war ein politischer Weggefährte von Chamberlains Vater und Premierminister von 1922 bis 1923.
Churchill sagte drei Tage nach seinem Tod in einer Trauerrede vor dem House of Commons:

“Whatever else history may or may not say about these terrible, tremendous years, we can be sure that Neville Chamberlain acted with perfect sincerity according to his lights and strove to the utmost of his capacity and authority, which were powerful, to save the world from the awful, devastating struggle in which we are now engaged. This alone will stand him in good stead as far as what is called the verdict of history is concerned.”

„Was auch immer die Geschichte über diese schrecklichen, gewaltigen Jahre sagen oder nicht sagen mag, wir können sicher sein, dass Neville Chamberlain mit absoluter Aufrichtigkeit, nach seinem besten Wissen und Gewissen handelte und seine Fähigkeiten und Autorität (beide waren immens) bis zum Äußersten einsetzte, um die Welt vor dem schrecklichen, verheerenden Kampf, in den wir jetzt verwickelt sind, zu bewahren. Schon dies alleine wird ihm, soweit es das sogenannte Urteil der Geschichte betrifft, zugute kommen.“

## Kritik an seiner Politik

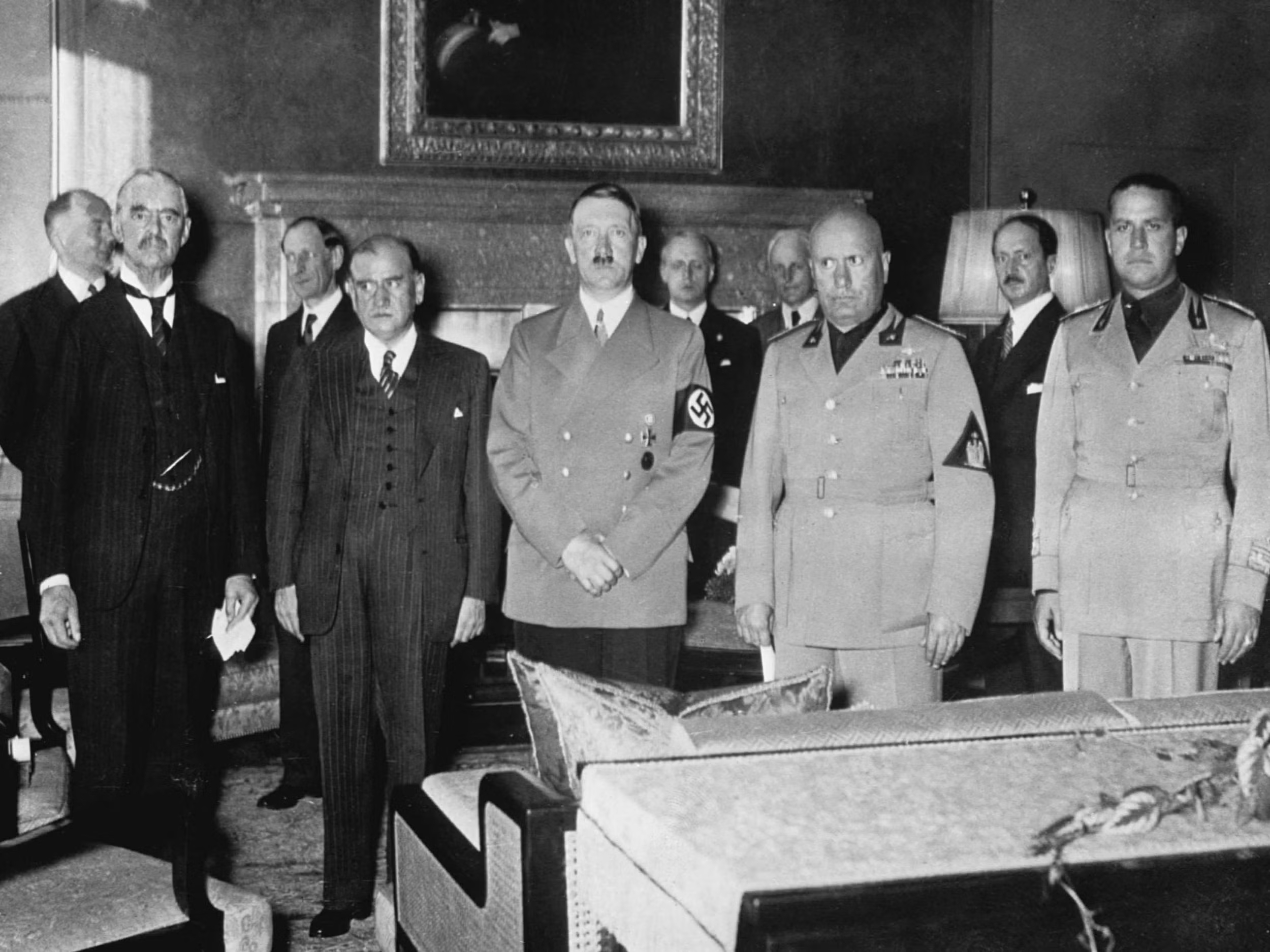
Das Münchner Abkommen – Chamberlain, Daladier, Hitler, Mussolini, und der italienische Außenminister Graf Galeazzo Ciano (von links) während der Münchener Verhandlungen. Im Hintergrund Ribbentrop und von Weizsäcker

Die Art und Weise, wie Chamberlain die Appeasement-Politik umsetzte, wurde kritisch bewertet – in der Geschichtswissenschaft insbesondere durch den britischen Historiker Frank McDonough von der Liverpool John Moores University. Er gilt als wichtiger „post-revisionistischer“ Experte zu Neville Chamberlain und der Appeasement-Politik – zusammen mit dem bereits verstorbenen Geschichtswissenschaftler R.A.C. Parker.
In McDonoughs Werk Neville Chamberlain, appeasement, and the British road to war von 1998 baut McDonough auf dem Buch von R.A.C. Parker Chamberlain and Appeasement von 1994 seine post-revisionistische Einschätzung auf. Frank McDonough erweitert Parkers Perspektive, indem er seine Aufmerksamkeit auch auf den Einfluss der Appeasement-Politik auf Gesellschaft, Wirtschaft, Massenmedien und die Widersacher dieser Appeasement-Politik richtet.
McDonough teilt zwar die Sichtweise, dass es in den 1930er Jahren zur Appeasement-Politik wohl keine andere Handlungsmöglichkeit für die britische Regierung gab, doch anders als die Revisionisten ist er der Meinung, dass Chamberlain diese Politik unzureichend betrieb: Sie fand McDonough zufolge zu spät und nicht energisch genug statt, um Nazi-Deutschland und Hitler in den Griff zu bekommen.
Laut McDonough hängt das Versagen der Appeasement-Politik insbesondere mit der Persönlichkeit Chamberlains zusammen: Gerade seine Fehleinschätzungen, sein Unwille, politische Gegner anzuhören, oder sein Widerwille, einen anderen Weg einzuschlagen, sind hier zu nennen. McDonough zufolge war Chamberlain als Staatsmann zu unflexibel. Er änderte sein Handeln erst, als äußere Ereignisse ihn hierzu zwangen. McDonough weist darauf hin, dass dies den Kriegsverlauf entscheidend beeinflusste, da laut McDonough Frankreich und Großbritannien im Jahre 1939 im Vergleich zu 1938 deutlich schwächer militärisch aufgestellt waren und Hitler beiden Ländern 1938 militärisch sogar noch unterlegen gewesen wäre. So wurde McDonough zufolge durch die Art von Chamberlains Appeasement-Politik eine wichtige Gelegenheit verpasst, Hitler rechtzeitig aufzuhalten.

### Sachbücher
- Frank McDonough: Neville Chamberlain, appeasement, and the British road to war. Manchester University Press, 1998, ISBN 0-7190-4832-X.
- Frank McDonough: Hitler, Chamberlain and appeasement (Cambridge Perspectives in History). Cambridge University Press, 2002, ISBN 0-521-00048-3.
- Graham Macklin: Chamberlain (20 British Prime Ministers of the 20th Century). Haus Publishing, London 2006, ISBN 978-1-904950-62-2 (Kurzbiografie, englisch).
- Robert Self: Neville Chamberlain: A Biography. Ashgate, 2006, ISBN 978-0-7546-5615-9.

### Fiktionales
- Robert Harris: München. Heyne, München 2017, ISBN 978-3-453-27143-2.

## Filmische Rezeption
- Christian Schwochow: München – Im Angesicht des Krieges. Vereinigtes Königreich, 2021.
- Die dunkelste Stunde, 2017